# Mari Leinan Lund
Mari Leinan Lund (* 28. Mai 1999) ist eine norwegische nordische Kombiniererin.

## Werdegang

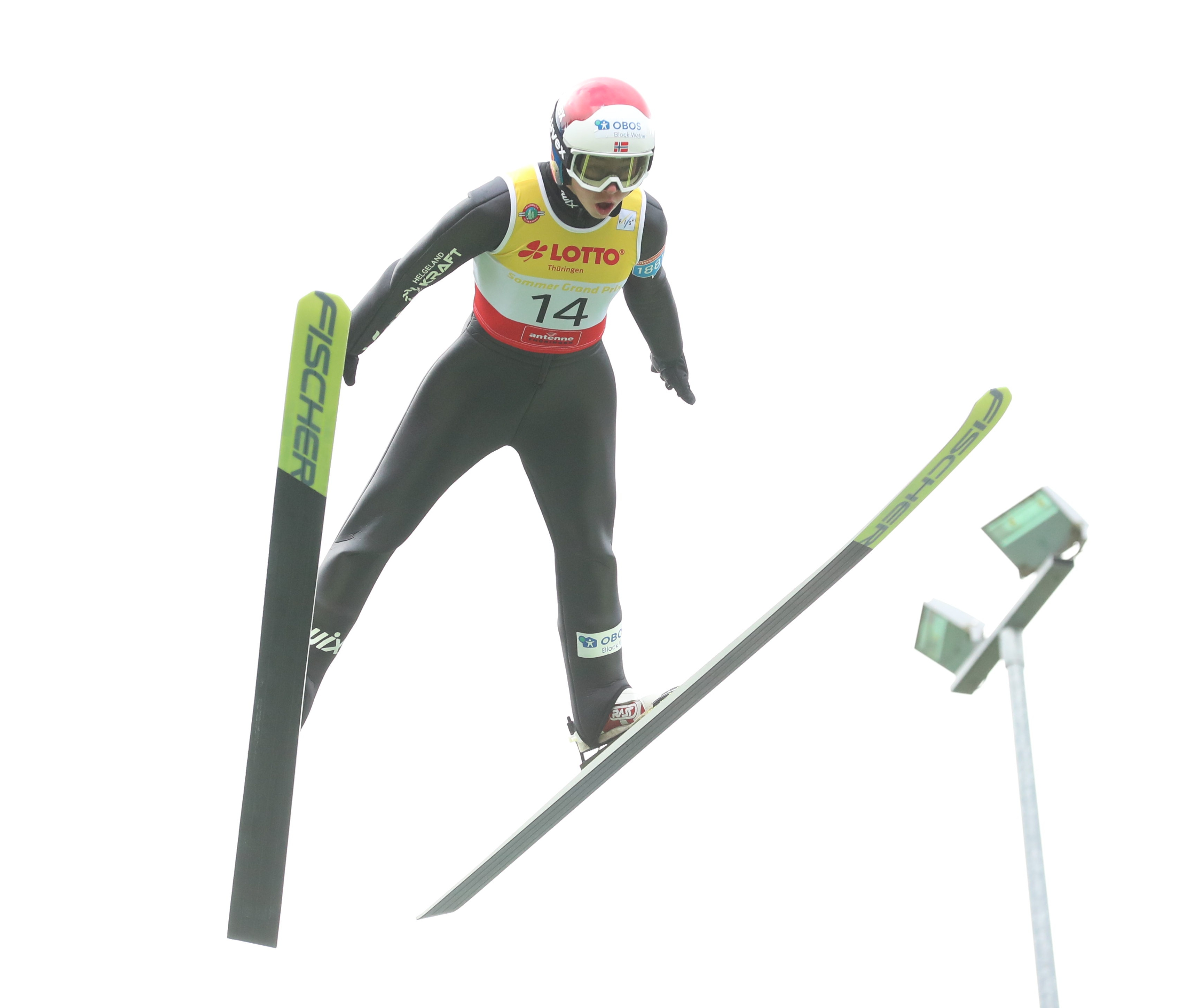
Leinan Lund beim Sommer Grand Prix 2021 in Oberhof

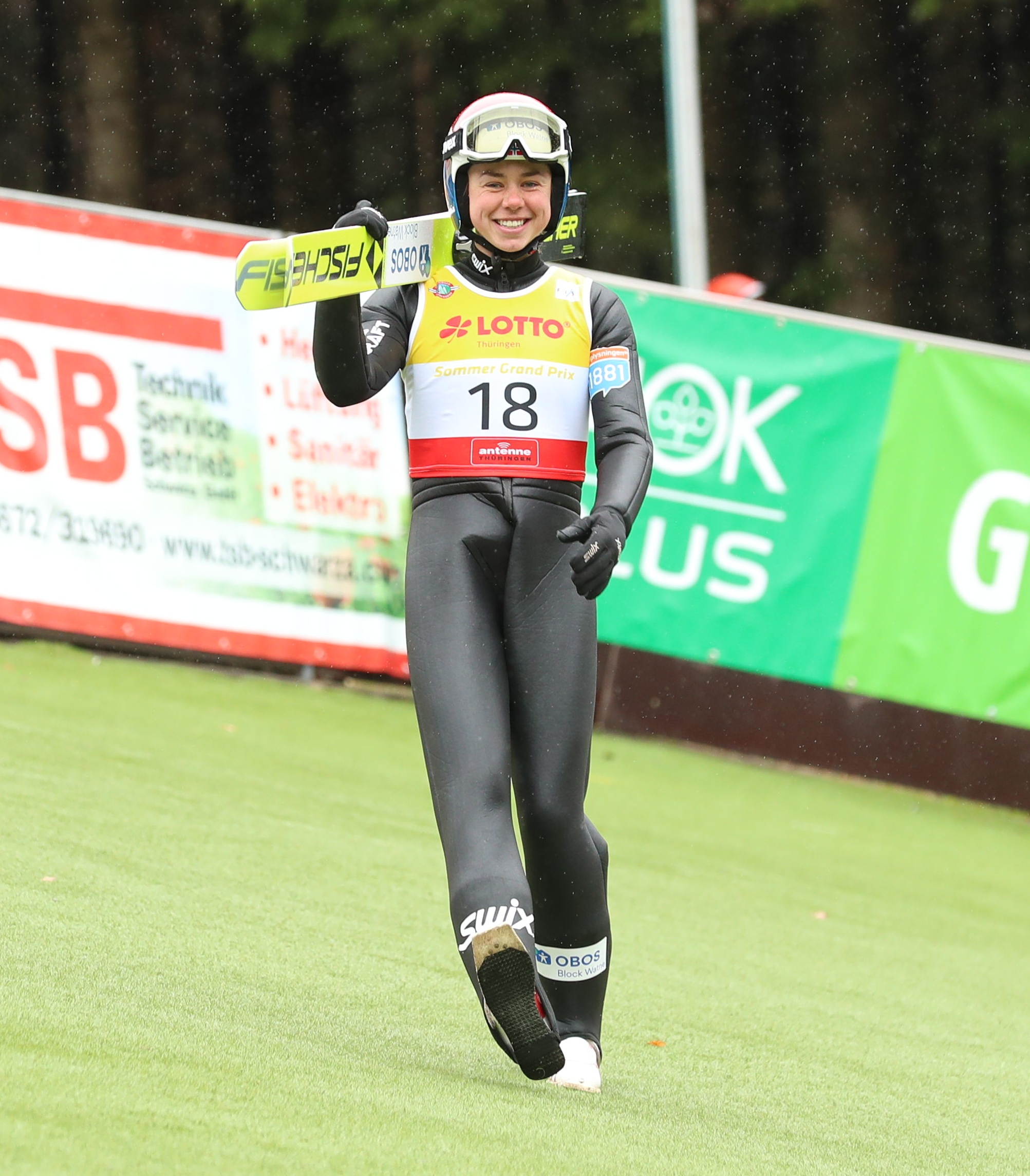
Leinan Lund beim Sommer Grand Prix 2021 in Oberhof

Leinan Lund, die für Tolga IL startet, gab ihr internationales Debüt am 4. September 2015 in Oberstdorf im Youth Cup. Im Rahmen dieses Wettbewerbs erreichte sie Mitte Januar 2016 in Harrachov erstmals das Podest. Ihre erste nationale Medaille gewann sie als Dritte bei den norwegischen Sommer-Meisterschaften 2017 in Lillehammer. Bei der ersten Austragung des Continental Cups startete Leinan Lund erstmals am 20. Januar 2018 im heimischen Rena, wo sie allerdings nach dem Sprungdurchgang nicht mehr an den Start ging. Auch im Winter 2018/19 trat sie nur in Rena an, startete jedoch erneut nicht im Langlauf. Zum Saisonende Ende März gewann sie bei den norwegischen Meisterschaften in Oslo gemeinsam mit Hanna Midtsundstad im Teamsprint die Silbermedaille. Im Sommer 2019 debütierte Leinan Lund im Grand Prix. Ihre beste Einzelplatzierung erzielte sie dabei als Achte im Gundersen-Wettkampf in Oberhof. In der Gesamtwertung belegte sie den zehnten Platz. Wenige Wochen später wurde sie in den ersten weiblichen Nationalkader Norwegens nominiert. Im Winter 2019/20 nahm sie an insgesamt sechs Wettkämpfen des Continental Cups teil. Dabei konnte Leinan Lund konstant die Top Ten erreichen, womit sie auch in der Gesamtwertung als Achte eine vordere Platzierung erzielte. Darüber hinaus nahm sie Mitte Februar 2020 in Eisenerz am ersten Mixed-Team-Wettkampf im Winter teil, den sie gemeinsam mit Aleksander Skoglund, Gyda Westvold Hansen und Simen Tiller gewinnen konnte. 
Bei den Sommer-Meisterschaften 2020 in Lillehammer gewann sie wie im Vorjahr Silber. Zum Winterauftakt 2020/21 gewann sie auch bei den norwegischen Meisterschaften in Beitostølen Silber im Gundersen Einzel. Am 18. Dezember 2020 nahm sie am historisch ersten Weltcup-Wettbewerb in Ramsau am Dachstein teil, wo sie den siebten Platz belegte. Da die erste Weltcup-Saison aufgrund von Absagen nur dieses Rennen beinhaltete, waren auch die Wettbewerbe der Continental-Cup-Saison gut besetzt. Am ersten Continental-Cup-Wochenende im Januar 2021 in Eisenerz belegte sie an den ersten beiden Wettkampftagen die Ränge fünf und vier, ehe sie den dritten Gundersen-Wettbewerb als Dritte zum ersten Mal auf dem Podest abschloss. Ende Februar stand Leinan Lund bei den Nordischen Skiweltmeisterschaften 2021 in Oberstdorf im norwegischen Aufgebot. Bei der historisch ersten Medaillenentscheidung in der Nordischen Kombination der Frauen galt Leinan Lund als Mitfavoritin, wenngleich einige andere Athletinnen als stärker eingestuft wurden. Mit einem Sprung auf 107,0 Meter von der Normalschanze gewann sie den Sprungdurchgang und ging so als Führende auf die Loipe. Bereits nach wenigen Metern wurde sie von Gyda Westvold Hansen überholt und auch ihre Schwester Marte musste sie zwischenzeitlich passieren lassen. Da Marte Leinan Lund unmittelbar nach der letzten Abfahrt ins Langlaufstadion Ried zu Sturz kam, gelang es ihr, wieder auf den zweiten Platz vorzurücken und die Silbermedaille zu gewinnen. Zwar ging Leinan Lund beim letzten Continental-Cup-Wochenende nicht an den Start, dennoch reichten ihre zuvor erzielten Leistungen zum zehnten Rang in der Gesamtwertung.
Im März 2024 hat sich Leinan Lund einen Kreuzbandriss und Meniskusschaden im Kniegelenk zugezogen. Im Februar 2025 litt sie nach Trainingssprüngen erneut unter Schmerzen und Schwellungen, weshalb sie auf ihren Start bei den Weltmeisterschaften in Trondheim verzichtete.

## Sonstiges
Ende März 2019 wurde Leinan Lund zur ersten weiblichen Athletenvertreterin in die FIS-Athletenkommission gewählt. Im Oktober 2021 gab sie ihr Amt als Athletenvertreterin ab.

## Privates
Mari ist die ältere Schwester der nordischen Skisportlerin Marte Leinan Lund. Momentan wohnt sie in Trondheim.

## Erfolge

### Weltcup-Siege im Einzel
| Nr. | Datum           | Ort        | Disziplin               |
| --- | --------------- | ---------- | ----------------------- |
| 1.  | 13. Januar 2024 | Oberstdorf | Gundersen Normalschanze |
| 2.  | 27. Januar 2024 | Schonach   | Gundersen Normalschanze |

### Weltcup-Siege im Team
| Nr. | Datum          | Ort           | Disziplin                     |
| --- | -------------- | ------------- | ----------------------------- |
| 1.  | 7. Januar 2022 | Val di Fiemme | Mixed-Staffel Normalschanze 1 |

### Continental-Cup-Siege im Team
| Nr. | Datum            | Ort      | Disziplin                     |
| --- | ---------------- | -------- | ----------------------------- |
| 1.  | 22. Februar 2020 | Eisenerz | Mixed-Staffel Normalschanze 1 |

## Statistik

### Platzierungen bei Weltmeisterschaften
| Jahr und Ort    | Wettbewerb | Wettbewerb |
| Jahr und Ort    | Gundersen  | Mixed-Team |
| --------------- | ---------- | ---------- |
| 2021 Oberstdorf | 02.        | —          |
| 2023 Planica    | 20.        | —          |

### Weltcup-Platzierungen
| Saison  | Platz | Punkte |
| ------- | ----- | ------ |
| 2020/21 | 07.   | 0036   |
| 2021/22 | 10.   | 0205   |
| 2022/23 | 17.   | 0140   |
| 2023/24 | 03.   | 1044   |

### Grand-Prix-Platzierungen
| Saison | Platz | Punkte |
| ------ | ----- | ------ |
| 2019   | 10.   | 096    |
| 2021   | 08.   | 174    |

### Continental-Cup-Platzierungen
Nordische Kombination
| Saison  | Platz | Punkte |
| ------- | ----- | ------ |
| 2019/20 | 08.   | 235    |
| 2020/21 | 10.   | 155    |

Skispringen
| Saison  | Platz | Punkte |
| ------- | ----- | ------ |
| 2017/18 | 77.   | 008    |